# Juan Bautista de Toledo

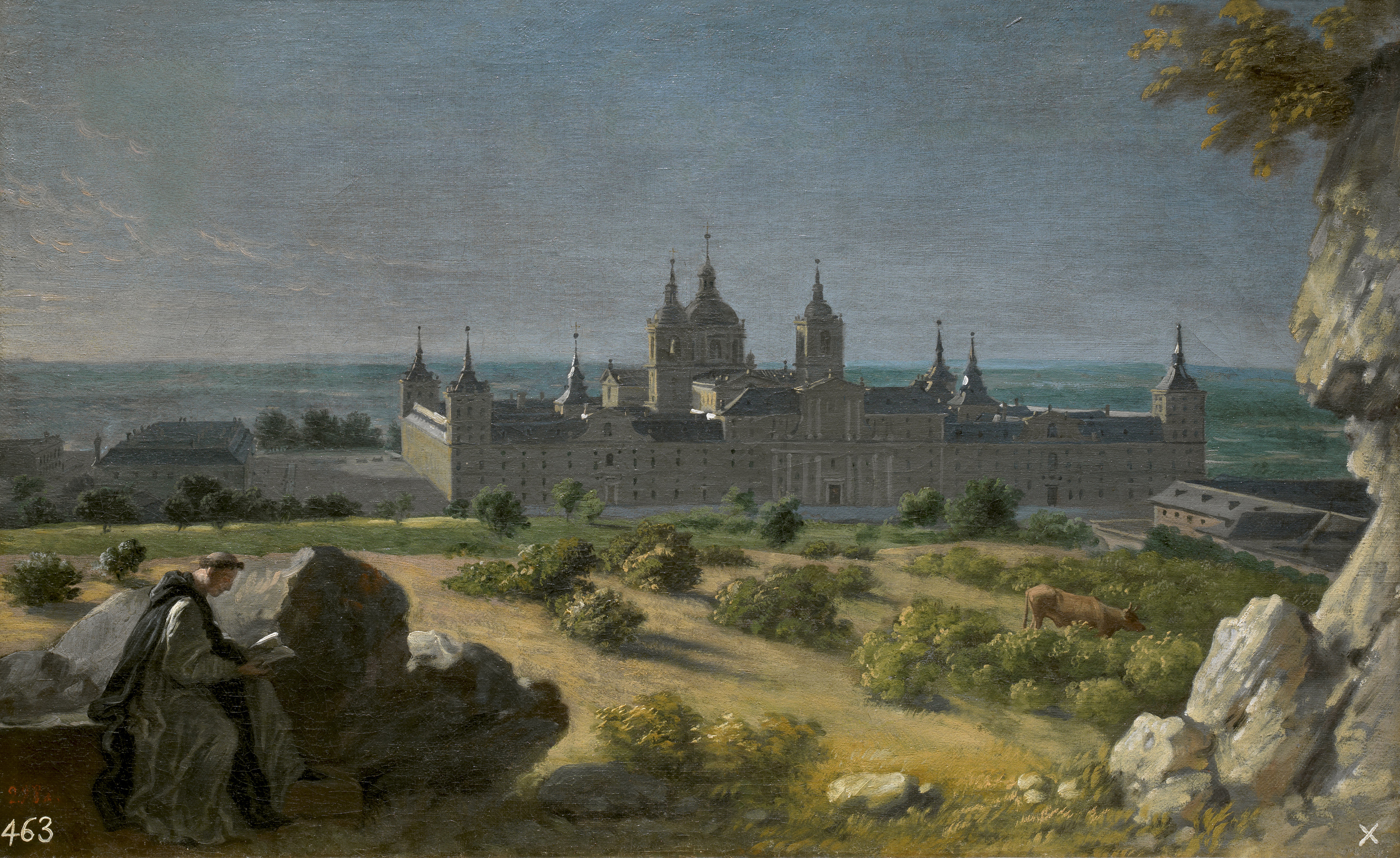
Michel-Ange Houasse: El Escorial, 1723

Juan Bautista de Toledo (ursprünglich Juan Bautista de Alfonso, * um 1515 vermutlich im Baskenland nahe Ribadesella; † 16. Mai 1567 in Madrid) war einer der berühmtesten spanischen Architekten seiner Zeit. Er gilt als der bedeutendste Vorläufer des ornamentlosen Herrera-Stils.

## Ausbildung
Nach dem Studium in Rom der Philosophie, Griechisch, Latein, Mathematik und Bildhauerei arbeitete er als Schüler von Andrea Palladio, Baldassare Peruzzi und Jacopo Sansovino von 1546 bis 1548 unter Michelangelo am Bau von St. Peter in Rom mit.

## Stationen seines Lebens

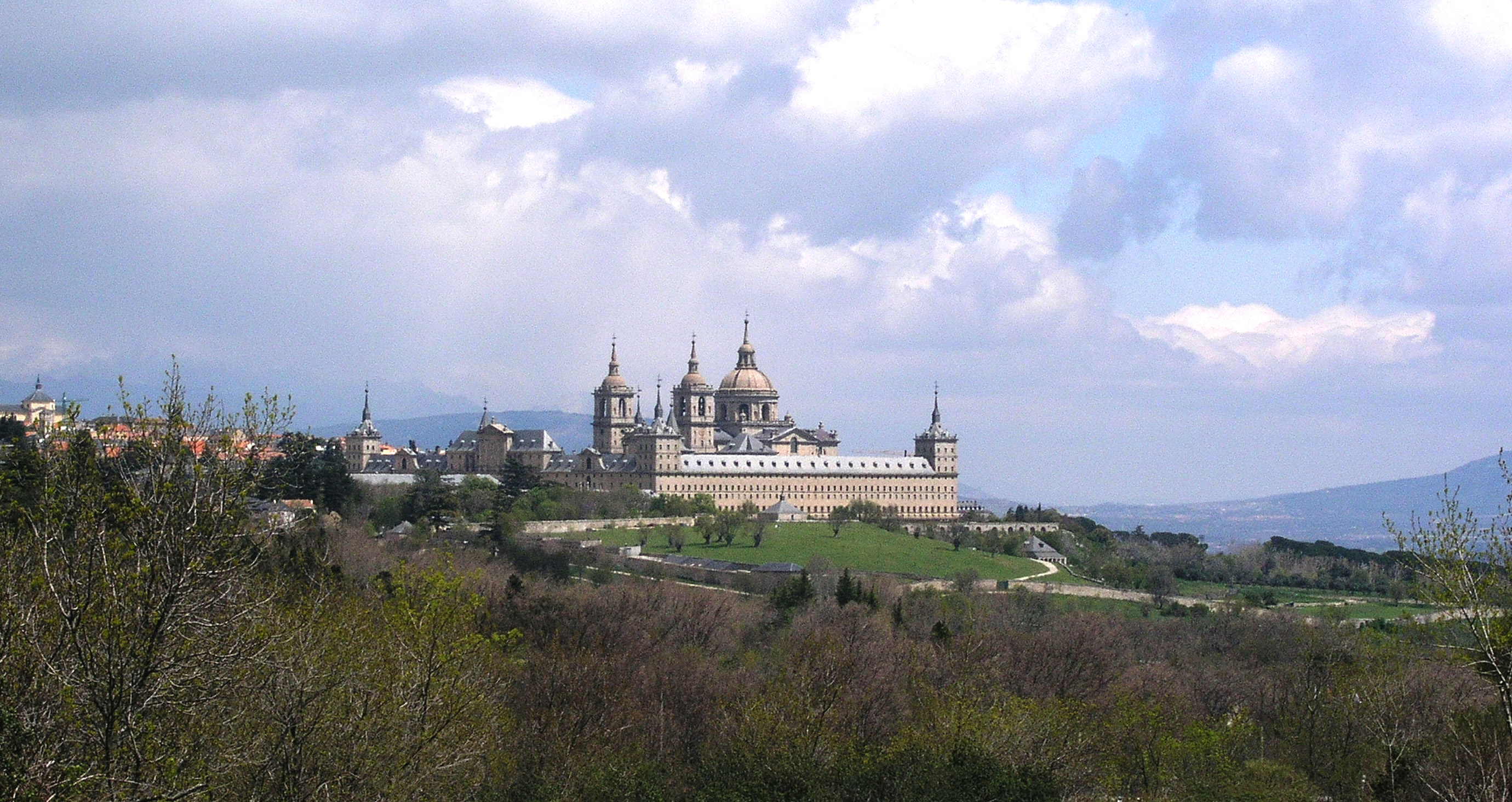
San Lorenzo de El Escorial

Bautista wurde im Oktober 1548 durch den spanischstämmigen Vizekönig von Neapel Pedro de Toledo in diese Stadt gerufen. Er heiratete Ursula Javarria; aus dieser Ehe gingen zwei Kinder hervor. Im Herbst des Jahres 1559 wurde er durch König Philipp II. an den spanischen Hof gerufen und mit dem Titel eines königlichen Hofbaumeisters versehen. Seine Aufgabe sollte es sein, die italienische Hochrenaissance in Spanien einzuführen, das zu dieser Zeit noch immer vom maurischen und gotischen Baustil beherrscht wurde. Auf der Überfahrt nach Spanien starb seine gesamte Familie bei einem Seeunglück.
In den Jahren 1561 bis 1562 plante er den Gesamtkomplex zum Escorial; am 23. April 1563 legte er dessen Grundstein. Am 10. August 1563 erfolgte seine offizielle Ernennung zum Baumeister des Real Monasterio de El Escorial.
Juan Bautista verstarb nach einer schweren Erkrankung am 16. Mai 1567, lange vor der Fertigstellung des Escorial; sein langjähriger Assistent, Juan de Herrera, übernahm daraufhin die Fertigstellung und gilt daher als der Erbauer. Die Urheberschaft von Juan Bautista wird jedoch in immer mehr Publikationen bestätigt.

## Werke
- Rom: San Giacomo de los Españoles
- Neapel: Strada de Toledo
- Neapel: Santiagokirche
- Aranjuez: Königliche Residenz

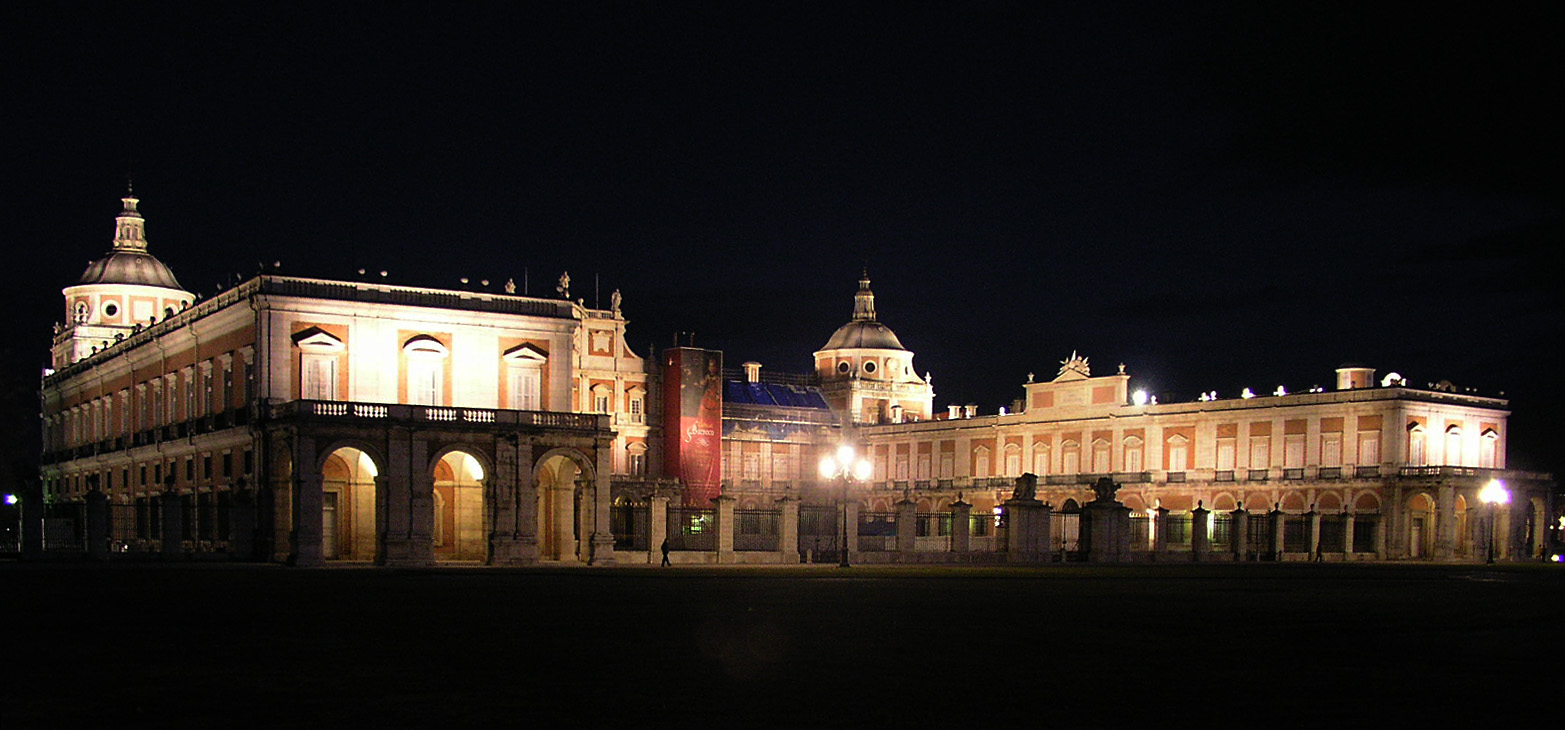
Palast von Aranjuez

- Madrid: Fassade der Iglesia de las Descalzas Reales